# Ready For Romance
„Ready For Romance“ (в превод Готов за романтика) е третият албум на Модърн Токинг. Излиза на 18 май 1986 г. и веднага атакува европейските класации, както в Германия, така и още в 5 страни.

## Информация за албума
Характерното за албума е типичното диско звучене. Докато предният албум звучи по-минорно, то третият албум спокойно може да бъде наречен „ода на радостта“ – весели лесно запомнящи се мелодии и лирични текстове, изпълнени с много романтика и силна емоционалност. На практика всички песни от албума са хитове. Има и две разкошни балади – „Keep Love Alive“ и „Lady Lai“, която е любимата балада на Томас Андерс от 80-те. Ако трябва да оценим албума по десетобалната система, получава автоматично оценка 10.

## Признание
Влиза в класацията на 9 юни 1986 г. – директно на 2-ра позиция, като следващата седмица веднага се придвижда до първо място и прекарва там цели 5 седмици. Това е най-успешният албум на групата през 80-те години на XX век. Остава в Топ 10 още 5 седмици. Продажбите му само в Германия са над половин милион копия. И той, както и предните два албума придобива платинен статус. От него са освободени два сингъла, Brother Louie, записана през декември 1985 г. и пусната на 27 януари 1986 г. Песента влиза в класацията на 17 февруари – директно на 18-о място и достига първото място на 10 март 1986 г., като остава там 4 седмици и още 2 седмици в Топ 10. Интересното е, че Дитер Болен посвещава тази песен на своя най-добър приятел и колега – звукоинженер и съпродуцент на всичките албуми на дуета – Луис Родригес. Вторият сингъл – Atlantis is calling (s.o.s. for love) е пуснат на 28 април 1986 г. Месец по-късно от 0 директно се изстрелва на 2-ро място в класацията. Буквално разбива класацията в миг и се превръща в летен шлагер в цяла Европа и Азия. Веднага на следващата седмица 16 юни 1986 отива на №1 и прекарва там 4 седмици, като измества от първото място култовата Midnight lady на Крис Норман, която също е произведение на Болен и след това остава още 2 седмици в Топ 10. И двата сингъла стават международни хитове и се ползват с особена популярност по целия свят през лятото на 1986 година.
Освен в Германия, този албум е пуснат в много страни, като Великобритания, Скандинавия, СССР, Италия, Унгария, Франция, Испания, България, Венецуела, Япония, Тайланд, Корея, където става доста по-популярен отколкото в собствената си родина. За този албум групата активно провежда промо-кампании, с участия в множество телевизионни шоу програми, заедно със Си Си Кеч, промоции в пресата и радиото по целия свят. В разултат на това продажбите на албума стават големи и позволяват да заеме първите места в хит-парадите по света, Азия, Южна Америка и Южна Африка.
След излизането на този албум отношенията между Дитер Болен и Нора Андерс /съпругата на Томас Андерс/ се влошават, тъй като тя започва постоянно да се меси в творческия процес. Това прави по-нататъшната им работа с Томас трудна. Това се отразява и на успеха на следващите албуми, които не са много добре промотирани, поради постоянни спънки на Нора, която не пуска Томас на концерти и турнета, а от там и продажбите и популярността на дуета започват да падат.

## Списък с песните
1. „Brother Louie“ – 3:41
2. „Just We Two (Mona Lisa)“ – 3:54
3. „Lady Lai“ – 4:55
4. „Doctor For My Heart“ – 3:16
5. „Save Me – Don’t Break Me“ – 3:45
6. „Atlantis Is Calling (S.O.S For Love)“ – 3:48
7. „Keep Love Alive“ – 3:25
8. „Hey You“ – 3:20
9. „Angie’s Heart“ – 3:37
10. „Only Love Can Break My Heart“ – 3:35